# 철원군·화천군·양구군 (1963년 선거구)
철원군·화천군·양구군은 대한민국의 옛 국회의원 선거구이다. 당시 강원도 철원군, 화천군, 양구군 지역을 관할했다.

## 역사
제6대 국회의원 선거를 앞두고 철원군, 화천군, 양구군 지역이 하나의 선거구를 구성하게 되면서 신설되었다. 1963년 1월, 김화군이 폐지되고 김화군 지역들이 철원군에 통합되었기 때문에 김화군 선거구에 포함되었던 지역들도 본 선거구를 구성하게 되었다.
제9대 국회의원 선거를 앞두고 춘천시·춘성군 선거구와 통합되면서 춘천시·춘성군·철원군·화천군·양구군 선거구를 이루게 됨에 따라 폐지되었다.

## 역대 국회의원
| 선거   | 정당 | 정당       | 의원   |
| ------ | ---- | ---------- | ------ |
| 1963년 |      | 민주공화당 | 김재순 |
| 1967년 |      | 민주공화당 | 김재순 |
| 1971년 |      | 민주공화당 | 김재순 |

## 역대 선거 결과

### 대한민국 제6대 국회의원 선거
|  | 42.69% |

|  | 25.52% |

|  | 14.53% |

|  | 5.29% |

|  | 5.22% |

|  | 3.43% |

|  | 3.28% |

### 대한민국 제7대 국회의원 선거
|  | 66.73% |

|  | 29.70% |

|  | 3.56% |

### 대한민국 제8대 국회의원 선거
|  | 61.68% |

|  | 35.44% |

|  | 1.73% |

|  | 1.13% |

## 같이 보기
- 철원군의 국회의원
- 화천군의 국회의원
- 양구군의 국회의원